# Paderup
Paderup er en sydlig bydel tilhørende Randers. Paderup var indtil 2006 en satellitby til Randers med 832 indbyggere, men fra 2007 har byen været betragtet som en del af Randers by. Fra Randers Centrum er der fire kilometer mod syd til Paderup.
Kvarteret ligger ved Nordjyske Motorvej. Paderup Gymnasium og Randers Storcenter ligger i Paderup. Siden 1978 har der været butikker i området; begyndende med varehuset Haudal, som senere blev til OBS! og i dag er Bilka. Varehuset er i dag integreret i Randers Storcenter. Foruden centret findes dag en række større, pladskrævende butikker, eksempelvis Elgiganten, Harald Nyborg og Fætter BR.
Kvarteret ligger i Region Midtjylland og hører under Randers Kommune. Paderup er beliggende i Kristrup Sogn.